# Knut Vollebæk
Knut Vollebæk, född 11 februari 1946 i Oslo, är en norsk diplomat och politiker för Kristelig Folkeparti. Han var Norges utrikesminister från 1997 till 2000 och ordförande i Organisationen för säkerhet och samarbete i Europa (OSSE) år 1999. Han arbetade för Utrikesdepartementet från 1972 och var utrikesråd för utvecklingsfrågor från 1994 till han blev utrikesminister år 1997. Han var Norges ambassadör i USA 2001–2007. Från 2007 till 2013 var han högkommissarie för nationella minoriteter i OSSE.